# Craig Alexander
Craig Alexander, född den 22 juni 1973 i Sydney, är en triathlet från Australien.  
Alexander har vunnit den största triathlontävlingen Ironman World Champion 2008, 2009 och 2011. Därmed blev han den fjärde mannen som vunnit 2 Ironman-tävlingar i rad. De tidigare triathleter som klarat detta är Dave Scott, Mark Allen och Tim DeBoom. 
Denna artikel är helt eller delvis en översättning från engelska wikipedia, http://en.wikipedia.org/wiki/Craig_Alexander_(triathlete)